# Khleo Thomas
Khleo Thomas, all'anagrafe Khaleed Leon Thomas (Anchorage, 30 gennaio 1989), è un attore e rapper statunitense.

## Biografia
Thomas nasce ad Anchorage, in Alaska, il 30 gennaio del 1989 da padre afro-americano, un militare all'allora di stanza in Alaska, e da madre marocchina di origine ebraica. Primogenito di quattro figli, con due fratelli e una sorella, Thomas cresce inizialmente in Germania, a causa del lavoro del padre, per poi far ritorno con la famiglia, all'età di cinque anni, negli Stati Uniti; è stato incoraggiato dalla madre nella sua carriera da attore.
Ha preso parte in film quali Holes - Buchi nel deserto, La sfida di Jace e A testa alta.
Sul set di Roll Bounce Khleo ha lavorato insieme al rapper Lil' Bow Wow. Da allora tra i due è iniziata una stretta collaborazione nel campo musicale.

## Filmografia parziale

### Cinema
- Friday After Next, regia di Marcus Raboy (2002)
- Holes - Buchi nel deserto (Holes), regia di Andrew Davis (2003)
- A testa alta (Walking Tall), regia di Kevin Bray (2004)
- Roll Bounce, regia di Malcolm D. Lee (2005)
- Dirty - Affari sporchi (Dirty), regia di Chris Fisher (2005)
- The Beautiful Ordinary, regia di Jess Manafort (2007)

### Televisione
- La sfida di Jace (Going to the Mat), regia di Stuart Gillard – film TV (2004)
- E.R. - Medici in prima linea (ER) – serie TV, episodi 10x16 (2004)
- CSI - Scena del crimine (CSI: Crime Scene Investigation) – serie TV, episodi 6x20 (2006)
- Dr. House - Medical Division (House M.D.) – serie TV, episodi 4x07 (2007)
- Shameless – serie TV, episodi 7x04-7x05 (2016)

## Doppiatori italiani
Nelle versioni in italiano delle opere in cui ha recitato, Khleo Thomas è stato doppiato da:
- Alessio Nissolino in A testa alta, Major Crimes
- Gabriele Patriarca in Holes - Buchi nel deserto
- Stefano Onofri in Roll Bounce
- Marco Baroni in CSI - Scena del crimine
- Andrea Mete in Dr. House - Medical Division
- Stefano Broccoletti in Bones
- Paolo Carenzo in Relationship Status